# Stilijan Petrov
Stilijan Aljosjev Petrov (bulgariska: Стилиян Петров) (ibland stavat: Stillian Petrov), född 5 juli 1979 i Montana (då Michajlovgrad), Bulgarien, är en bulgarisk före detta fotbollsspelare. År 2003 blev han utsedd till Bulgariens bästa fotbollsspelare.
Petrov spelade senast som mittfältare för engelska Birmingham-klubben Aston Villa FC i FA Premier League. Han hade nr. 19 på ryggen. Han var utsedd till lagkapten för klubben. Större delen av karriären har han dock tillbringat i skotska ligan med Celtic.
Den 30 mars 2012 meddelades det att Petrov led av akut leukemi. I maj 2013 meddelade Petrov pressen och sade att han lägger av med fotbollen.
Petrov debuterade i Bulgariens landslag 1998 och har sedan dess spelat 105 landskamper.